# Swen III Grade
Swen III Grade (duń. Svend 3. Grathe) (? – 1157) – król duński w latach 1146–1157. Syn Eryka II. Współrządził z Kanutem V i Waldemarem Wielkim.
Gdy w roku 1146 Eryk Jagnię wycofał się z rządzenia krajem, Swen został królem Zelandii i Skanii, natomiast władcą Jutlandii został Kanut. Sytuacja ta doprowadziła do wojny. Kanut został zepchnięty do Niemiec, gdzie udało mu się utworzyć armię. W 1152 niemiecki król (później cesarz) Fryderyk Barbarossa poparł dążenia Kanuta do zapanowania nad całym terytorium Danii. W roku 1154 walki rozpoczęły się ponownie. Tym razem Kanut sprzymierzył się z Waldemarem, synem Kanuta Lavarda, który dotychczas wspierał Swena. W rezultacie Swen musiał opuścić Danię. Powrócił w roku 1157; sytuacja ustabilizowała się po podziale Danii na trzy części:
1. Jutlandia - Waldemar
2. Zelandia - Kanut
3. Skania - Swen

Aby uczcić zakończenie wieloletnich walk, Swen zaprosił współrządzcych na spotkanie pojednawcze w Roskilde (9 sierpnia 1157). Podczas spotkania ludziom Swena udało się zamordować Kanuta, natomiast ranny Waldemar zdołał zbiec. 23 października Waldemar i Swen spotkali się ponownie - stoczyli krótką, ale brutalną bitwę pod Grathe Hede. Swen został wzięty do niewoli i stracony ciosem topora. Królem całej Danii został Waldemar.